# David Claypoole Johnston
Pour les articles homonymes, voir David Johnston et Johnston.
David Claypoole Johnston est un dessinateur de presse, imprimeur, graveur, aquarelliste et acteur américain né le 25 mars 1799 à Philadelphie et mort le 8 novembre 1865 à Dorchester.
Il est le premier Américain instruit sur le territoire national qui sache maîtriser en même temps les procédés de lithographie, d'eau-forte et de gravure sur métal et sur bois,.

## Biographie
Né à Philadelphie, David Claypoole Johnston est le fils de William Johnston et de l'actrice Charlotte Rowson. Johnston étudie la gravure auprès de Francis Kearney puis devient en 1815 à son tour graveur de caricatures originales, quoique trop polémiques pour être publiées par des tiers. En 1821, il fait carrière dans le théâtre pendant cinq saisons à Philadelphie et à Boston. Il quitte ensuite la scène et ouvre un atelier de gravure dans cette ville.
Ses travaux les plus connus portent sur une série de portraits à l'eau-forte ou en lithographie d'acteurs américains et britanniques célèbres. Entre 1829 et 1849, il publie neuf numéros de Scraps, sa revue annuelle. Ses travaux reflètent d'influence de George Cruikshank.

## Œuvres
- Scraps (neuf éditions, 1829-1849).
- American comic annual. v.1 (1831)[4]. Illustré par Johnston.
- Timothy Titterwell. Yankee Notions[5]: a Medley, 4th ed. 1847. Illustré par Johnston.

## Galerie

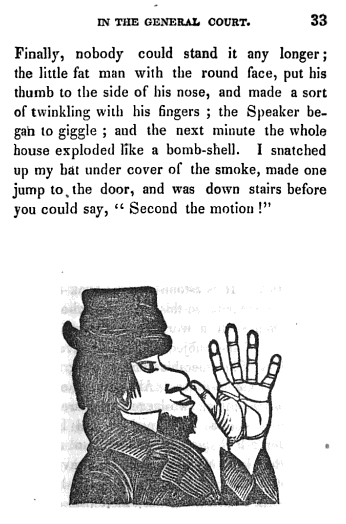
Illustration issue de Yankee Notions, 1838.
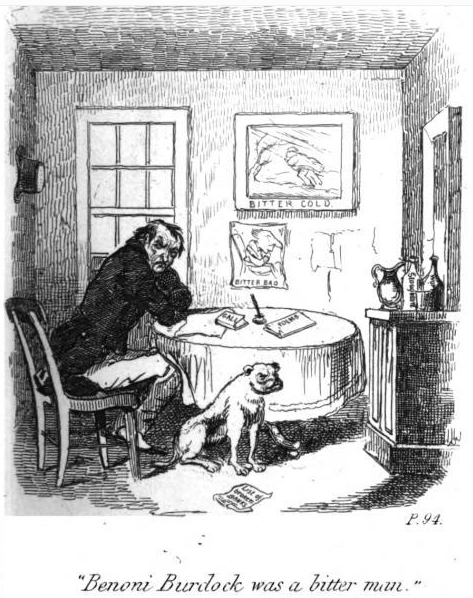
« Benoni Burdock was a bitter man. », illustration issue de Yankee Notions, 1838.
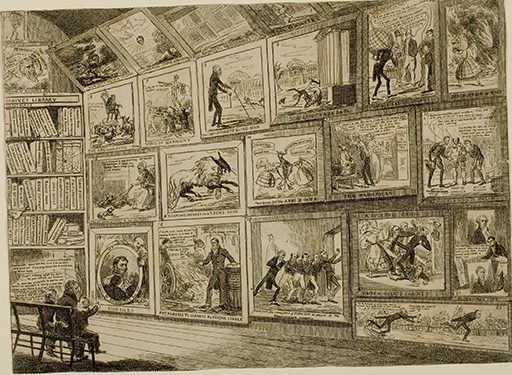
Exhibition of Cabinet Pictures, eau-forte, Harvard Art Museums, n. d.
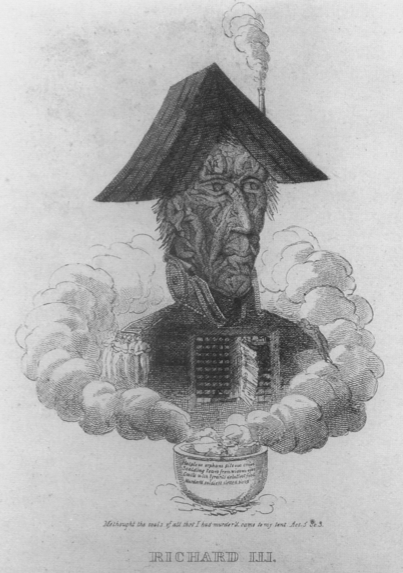
Richard III, gravure de 1828.
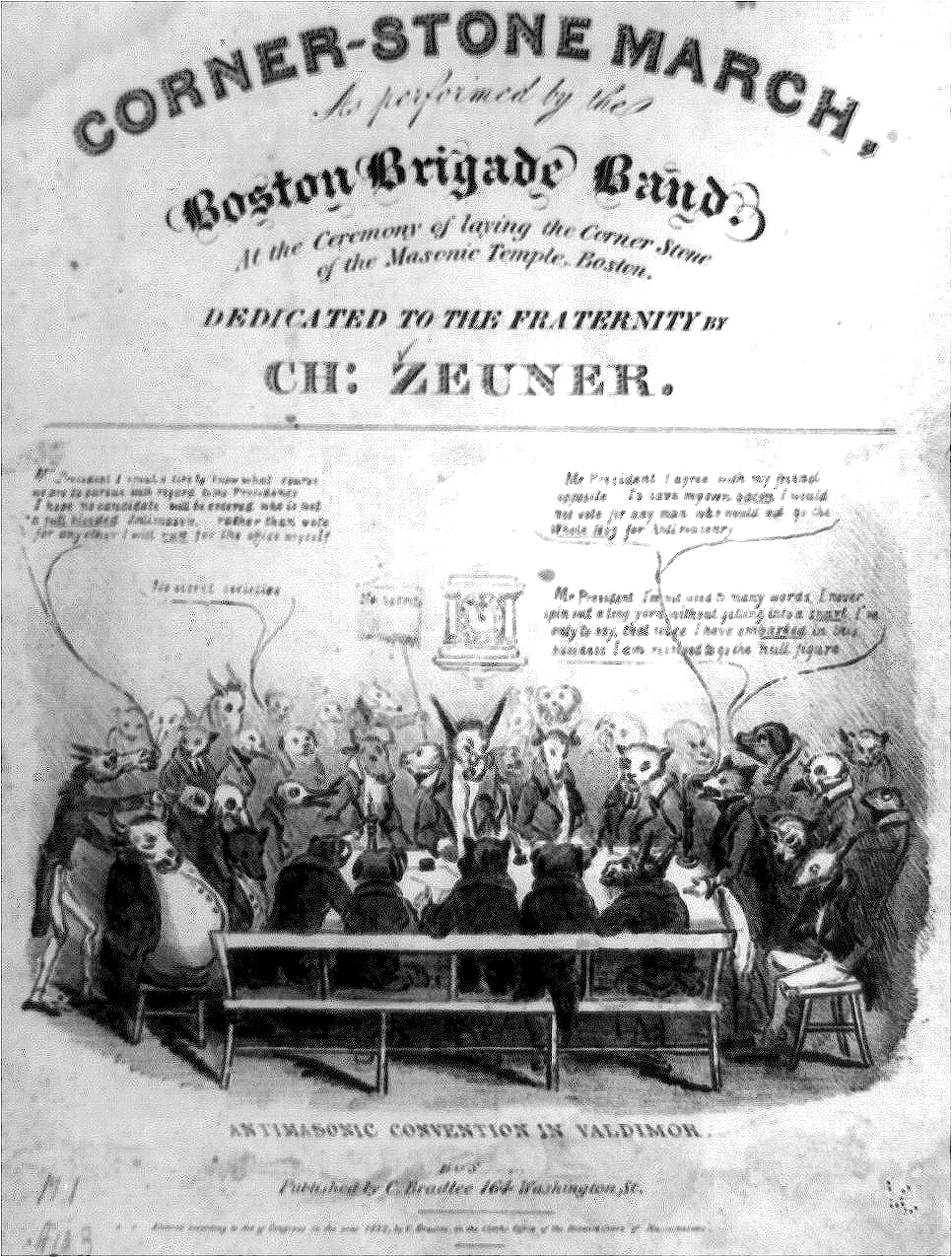
Anti-Masonic Convention in Valdimor, affiche pour le Corner-Stone March, as Performed by the Boston Brigade Band (en), 1832.
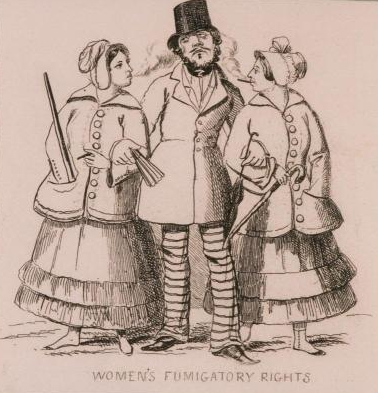
Women's Fumigatory Rights, illustration issue de Scraps, 1849.
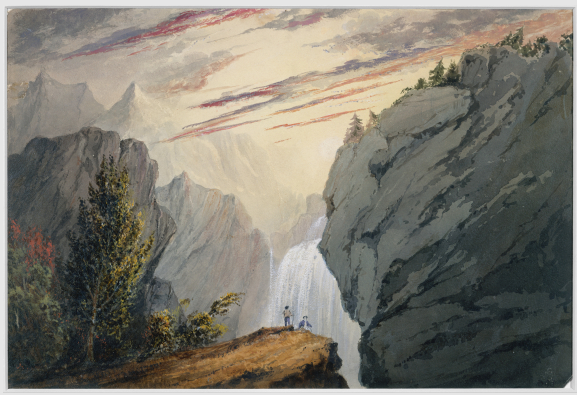
At the Waterfall, aquarelle, vers 1850.
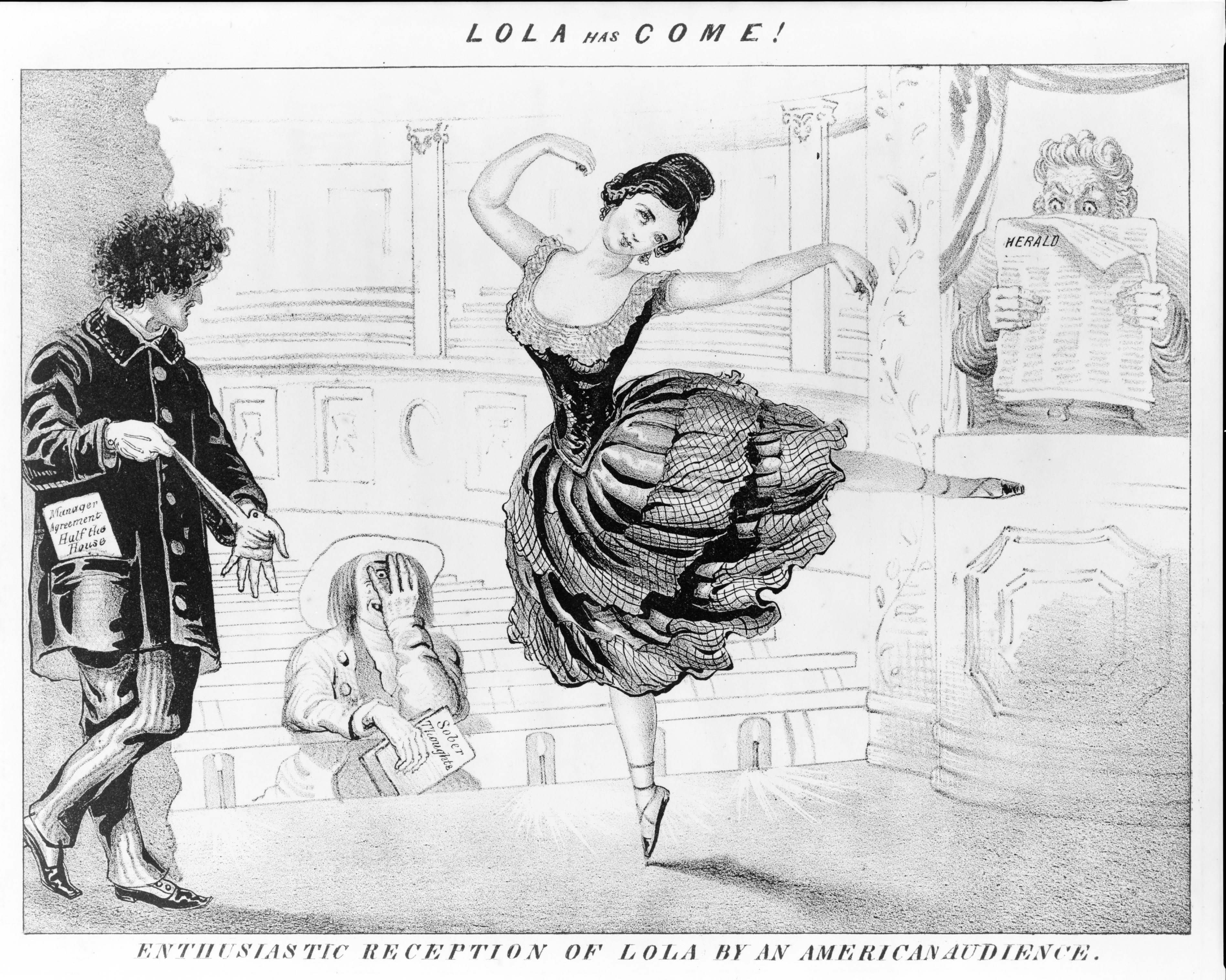
Lola Has Come, vers 1852.
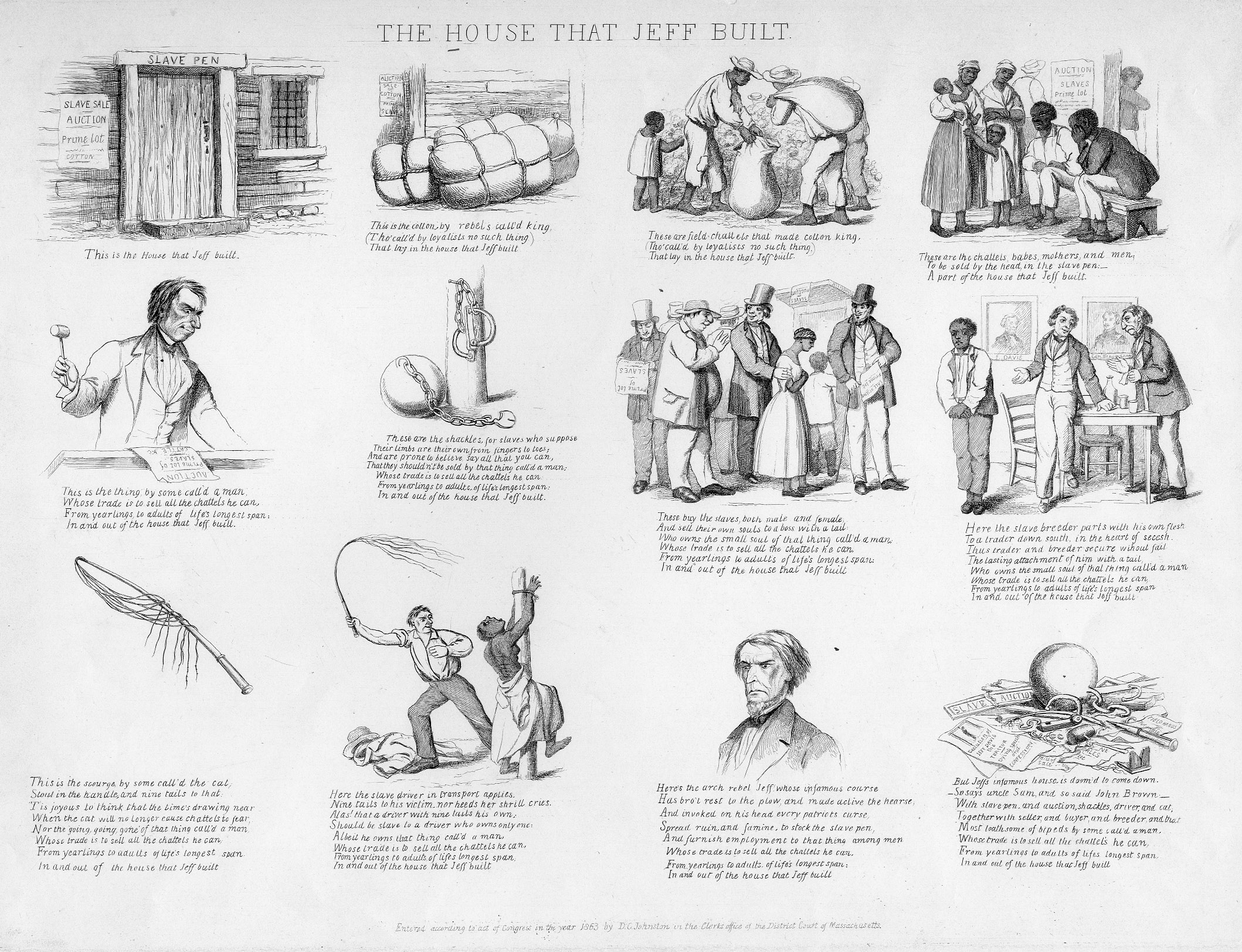
The House That Jeff Built, dénonciation contre Jefferson Davis et l'esclavage, 1863.